# Stryj (řeka)
Stryj (ukrajinsky Стрий, rusky Стрый) je řeka ve Lvovské oblasti na Ukrajině. Je 232 km dlouhá. Povodí má rozlohu 3060 km².

## Průběh toku
Pramení ve Východních Karpatech. Teče převážně v úzké dolině. Ústí zprava do Dněstru.

## Vodní stav
Zdroj vody je smíšený. Nejvyšší vodní stav je na jaře. K povodním dochází ve všech zbývajících ročních obdobích. Průměrný průtok vody ve vzdálenosti 17 km od ústí činí 45,2 m³/s maximální dosahuje 890 m³/s. Led se na hladině objevuje od listopadu do dubna, přičemž zamrznutí trvá 2 až 2,5 měsíce.

## Využití
Na leží města Turka, Stryj a Žydačiv.